# Sidney Abrahams
Sir Sidney Solomon „Solly“ Abrahams (* 11. Februar 1885 in Birmingham; † 14. Mai 1957 in London) war ein britischer Weitspringer und Sprinter.
Bei den Olympischen Zwischenspielen 1906 in Athen wurde er Fünfter im Weitsprung und erreichte im 100-Meter-Lauf das Halbfinale. 1912 wurde er bei den Olympischen Spielen in Stockholm Zwölfter im Weitsprung. Ein Jahr später holte er bei der britischen Meisterschaft den Titel in derselben Disziplin.
Sein jüngerer Bruder Harold Abrahams wurde 1924 Olympiasieger über 100 m. Der andere Bruder Adolphe Abrahams war der Begründer der Sportwissenschaft in Großbritannien.
Von 1936 bis 1939 war Sidney Abrahams Oberster Richter von Ceylon. Danach wurde er Präsident des London Athletic Club.
1939 wurde er als Knight Bachelor geadelt.